# Dorfkirche Gadow

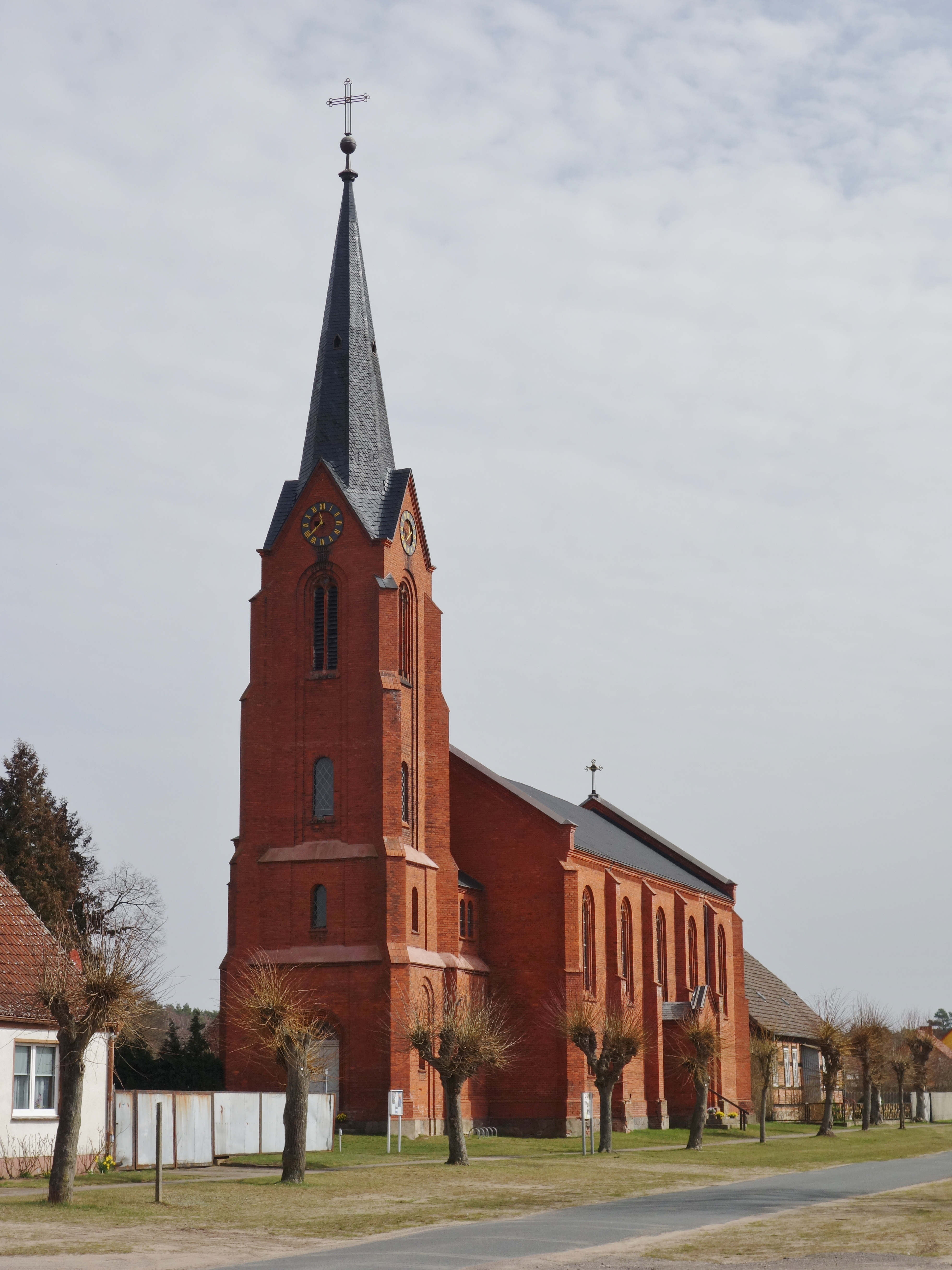
Südwestansicht

 Die Dorfkirche Gadow ist eine Saalkirche im Ortsteil Gadow der Stadt Wittstock/Dosse im Landkreis Ostprignitz-Ruppin des Landes Brandenburg. Sie gehört zur Kirchengemeinde "Zwischen Dosse und Heide" im Kirchenkreis Wittstock-Ruppin der Evangelischen Kirche Berlin-Brandenburg-schlesische Oberlausitz. Das Bauwerk wurde um 1862 im Rundbogenstil der Stüler-Schule errichtet und hat einen quadratischen Westturm mit schlankem Spitzhelm und eine Halbkreis-Apsis. Ähnliche Kirchen stehen in Dranse und Teetz. Trotz der Rundbögen ist die Gliederung mit abgestuften Strebepfeilern stark an die Gotik angelehnt. Die einheitliche Ausstattung aus der Bauzeit ist erhalten. 
Nach längerer Vernachlässigung wurden an dem Bauwerk in den Jahren 2002–2003 erste Instandhaltungsmaßnahmen durchgeführt und eine Winterkirche unter der Orgelempore eingebaut. Die Orgel von Friedrich Hermann Lütkemüller aus dem Jahr 1856 mit sieben Registern auf einem Manual und Pedal stammt ursprünglich aus der Heilig-Geist-Kirche in Wittstock/Dosse. Sie wurde 1957 nach Gadow gebracht und 2001 in das Orgelmuseum Malchow ausgelagert. Nach einer Restaurierung konnte die Orgel im Jahr 2013 wieder in die Gadower Kirche zurückgebracht werden und nach 33 Jahren erstmals wieder erklingen.